# Cantone di Coulommiers
Il Cantone di Coulommiers è una divisione amministrativa degli arrondissement di Meaux e di Provins.
A seguito della riforma complessiva dei cantoni del 2014 è passato da 15 a 51 comuni.

## Composizione
Prima della riforma del 2014 comprendeva i comuni di:
- Aulnoy
- Beautheil
- Boissy-le-Châtel
- La Celle-sur-Morin
- Chailly-en-Brie
- Coulommiers
- Faremoutiers
- Giremoutiers
- Guérard
- Maisoncelles-en-Brie
- Mauperthuis
- Mouroux
- Pommeuse
- Saint-Augustin
- Saints

Dal 2015 comprende i comuni di:
- Amillis
- Aulnoy
- Beautheil
- Bellot
- Boissy-le-Châtel
- Boitron
- La Celle-sur-Morin
- Chailly-en-Brie
- La Chapelle-Moutils
- Chartronges
- Chauffry
- Chevru
- Choisy-en-Brie
- Coulommiers
- Dagny
- Doue
- La Ferté-Gaucher
- Giremoutiers
- Hautefeuille
- Hondevilliers
- Jouy-sur-Morin
- Lescherolles
- Leudon-en-Brie
- Maisoncelles-en-Brie
- Marolles-en-Brie
- Mauperthuis
- Meilleray
- Montdauphin
- Montenils
- Montolivet
- Mouroux
- Orly-sur-Morin
- Pézarches
- Rebais
- Sablonnières
- Saint-Augustin
- Saint-Barthélemy
- Saint-Cyr-sur-Morin
- Saint-Denis-lès-Rebais
- Saint-Germain-sous-Doue
- Saint-Léger
- Saint-Mars-Vieux-Maisons
- Saint-Martin-des-Champs
- Saint-Ouen-sur-Morin
- Saint-Rémy-la-Vanne
- Saint-Siméon
- Saints
- Touquin
- La Trétoire
- Verdelot
- Villeneuve-sur-Bellot